# 火麻

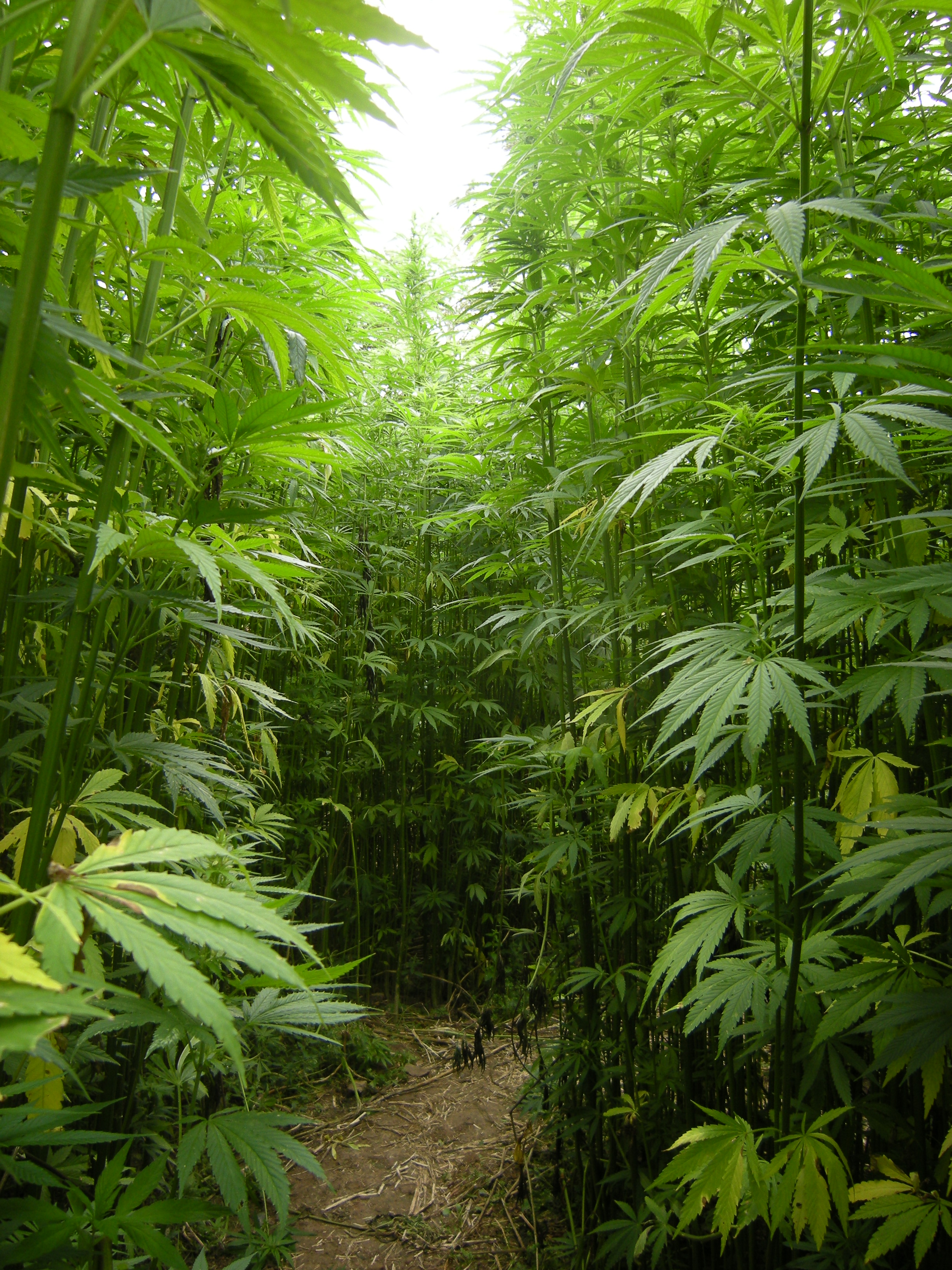
高大的漢麻植株

火麻，古中國稱漢麻、枲麻、苴麻，通称大麻，俗稱麻，是大麻（學名：Cannabis sativa）的亚种之一，源产于中國。该变种目前商業種植的品種都是THC含量<0.3%的一种合規经济作物，是大麻很久以前散播到亚洲各地的两个變種之一，已有6000餘年的種植歷史，在中國可以被當成食用作物、經濟作物、藥物與工業原料。
火麻纖維可以進行紡織，也可製造紙、生物降解塑料、建築材料、食品、動物飼料以及燃料等有用物資。主要用作工業的火麻可稱為工業大麻。火麻種子可以做成藥材火麻仁，中醫用來治療便祕、腹瀉；火麻仁也可以榨取火麻油用作烹飪，這類火麻可稱為食用大麻。
人類長久以來種植大麻作為工業纖維，植物油脂、宗教用途以及藥用。火麻种植简便、生长迅速、对环境的适应能力极强、耐贫瘠、抗逆性强、适生性广、喜光照、光合作用效率高、不需施肥，所以大麻是一種對環境友善的經濟作物。目前在許多國家，含有微量四氫大麻酚從而無法進行娛樂性用藥的大麻通常允許作為一種合法的經濟作物。而用作吸食的大麻在世界各地通常會受到不同程度的管制，很多國家限制在醫藥用途，同時多將它認定為毒品的一種。

## 形态
一年生草本，根系发达，梢部有分支；茎梢及中部呈方形，基部为圆形，皮粗糙有沟纹，被短腺毛；掌状复叶，普遍7片披针形小叶，边缘有锯齿；花单性，雌雄异株，雄花为白色，花柄细长，圆锥花序；雌花小，无花柄，穗状花序，种子为深绿色或灰褐色。强行压扁时，表面有点状突起。

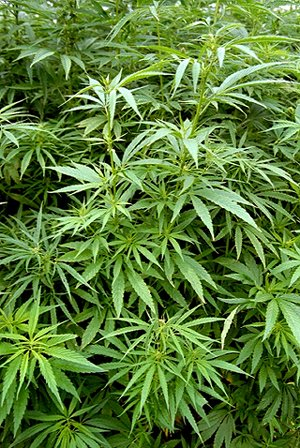
植株
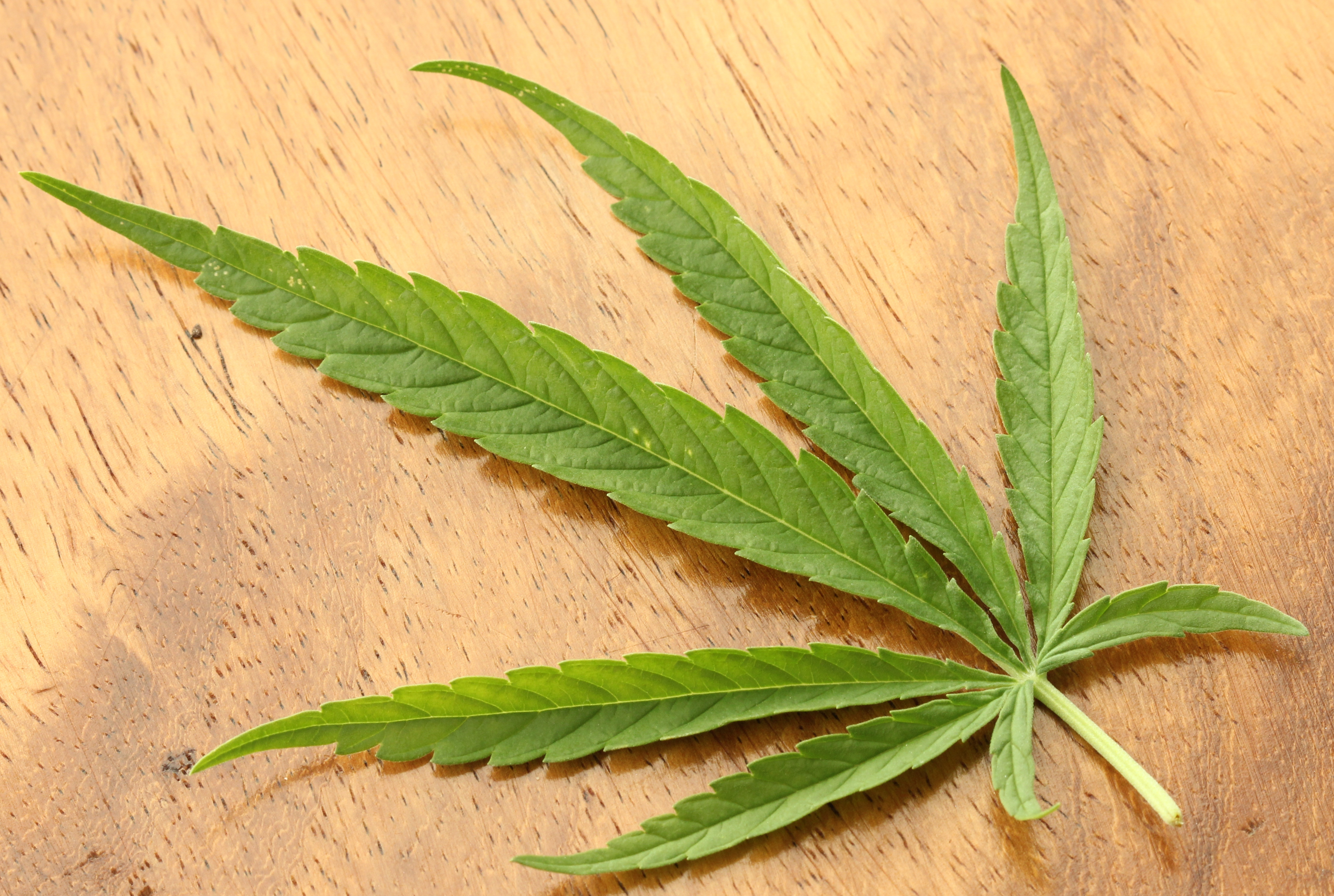
葉
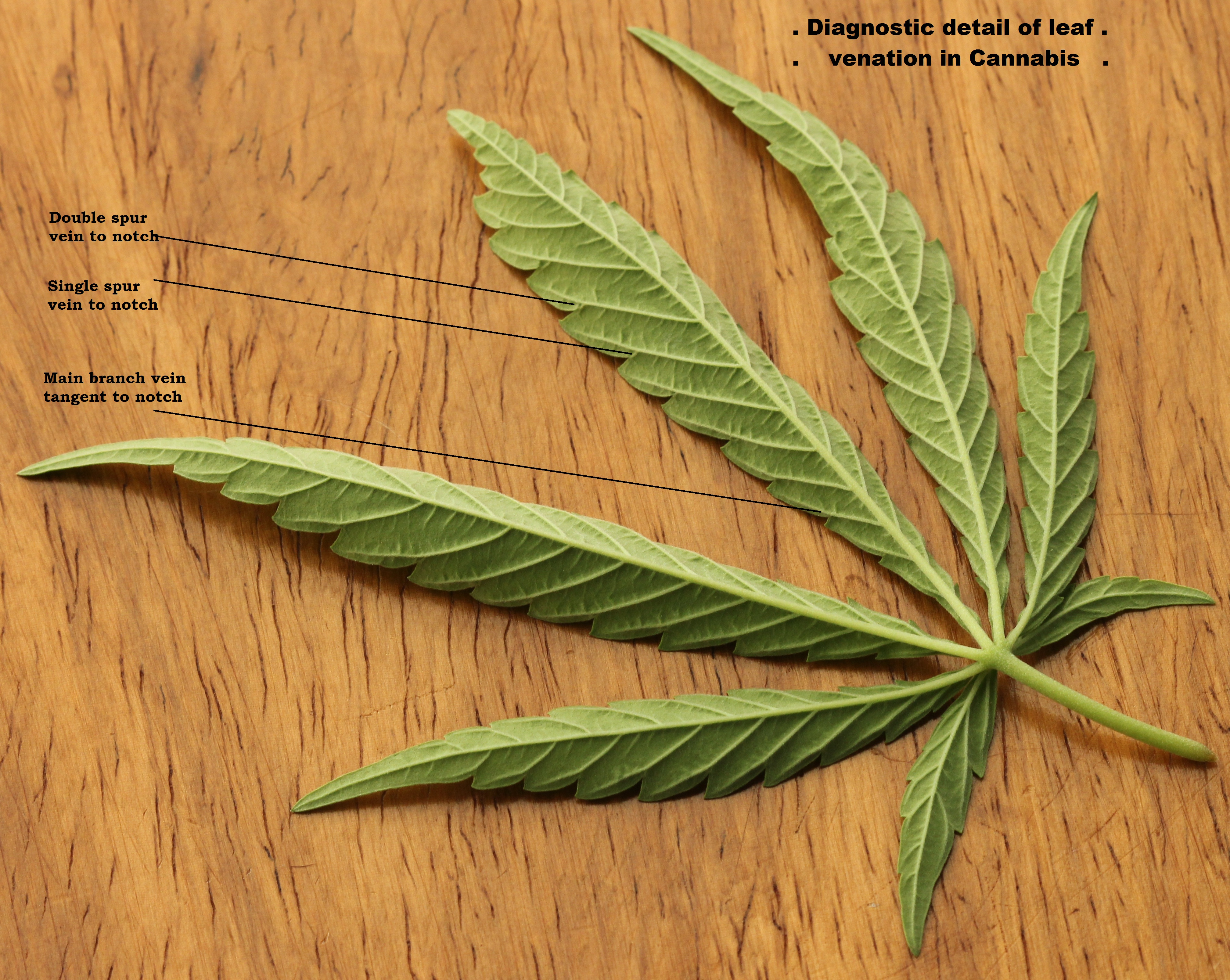
葉背
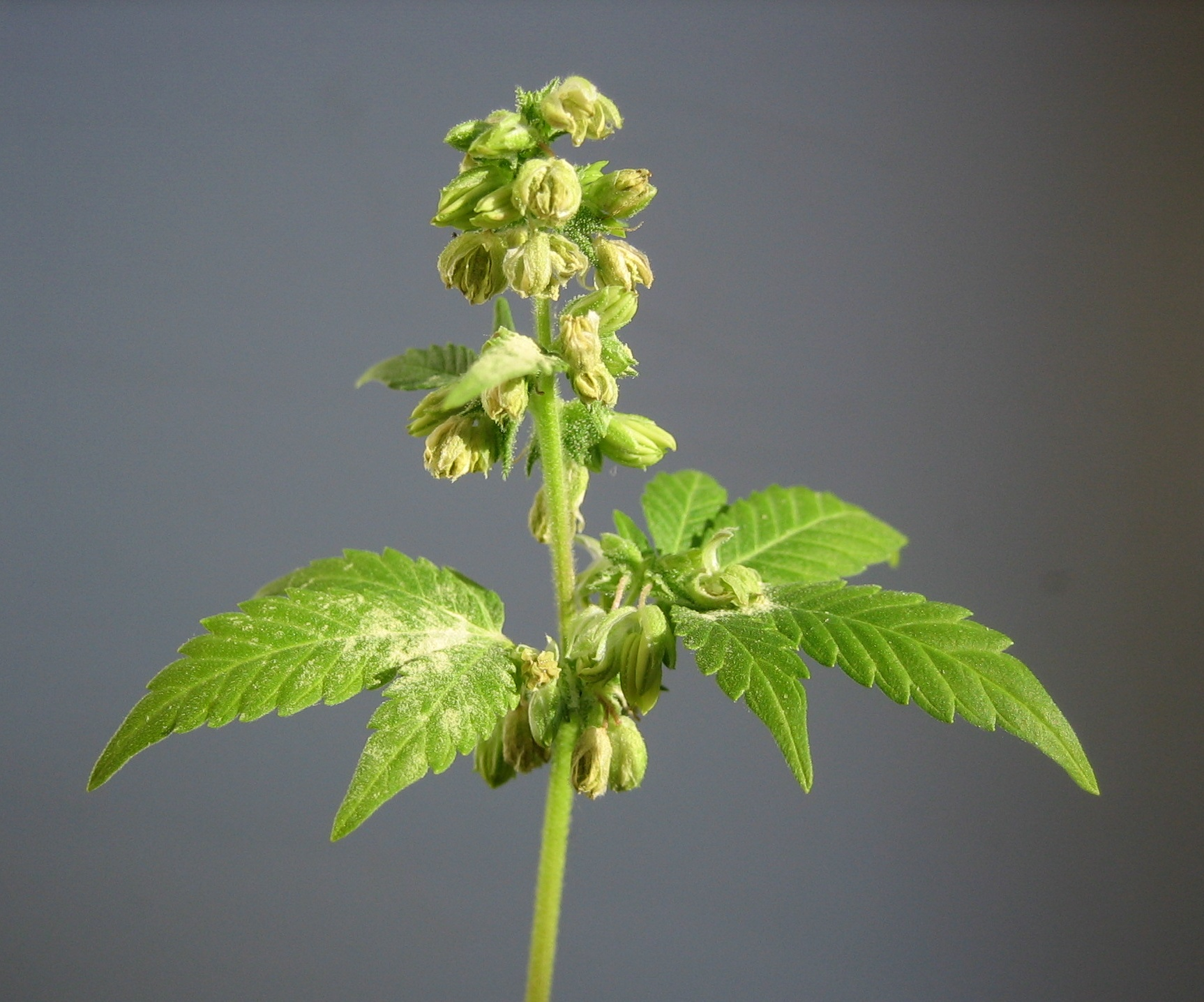
雄花
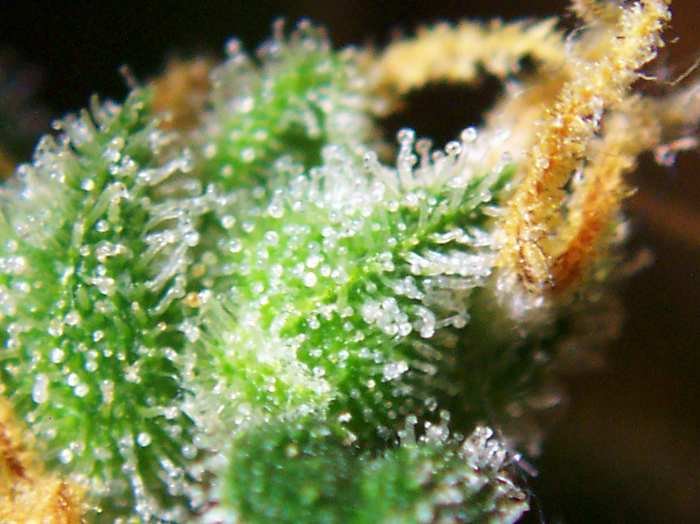
雌花
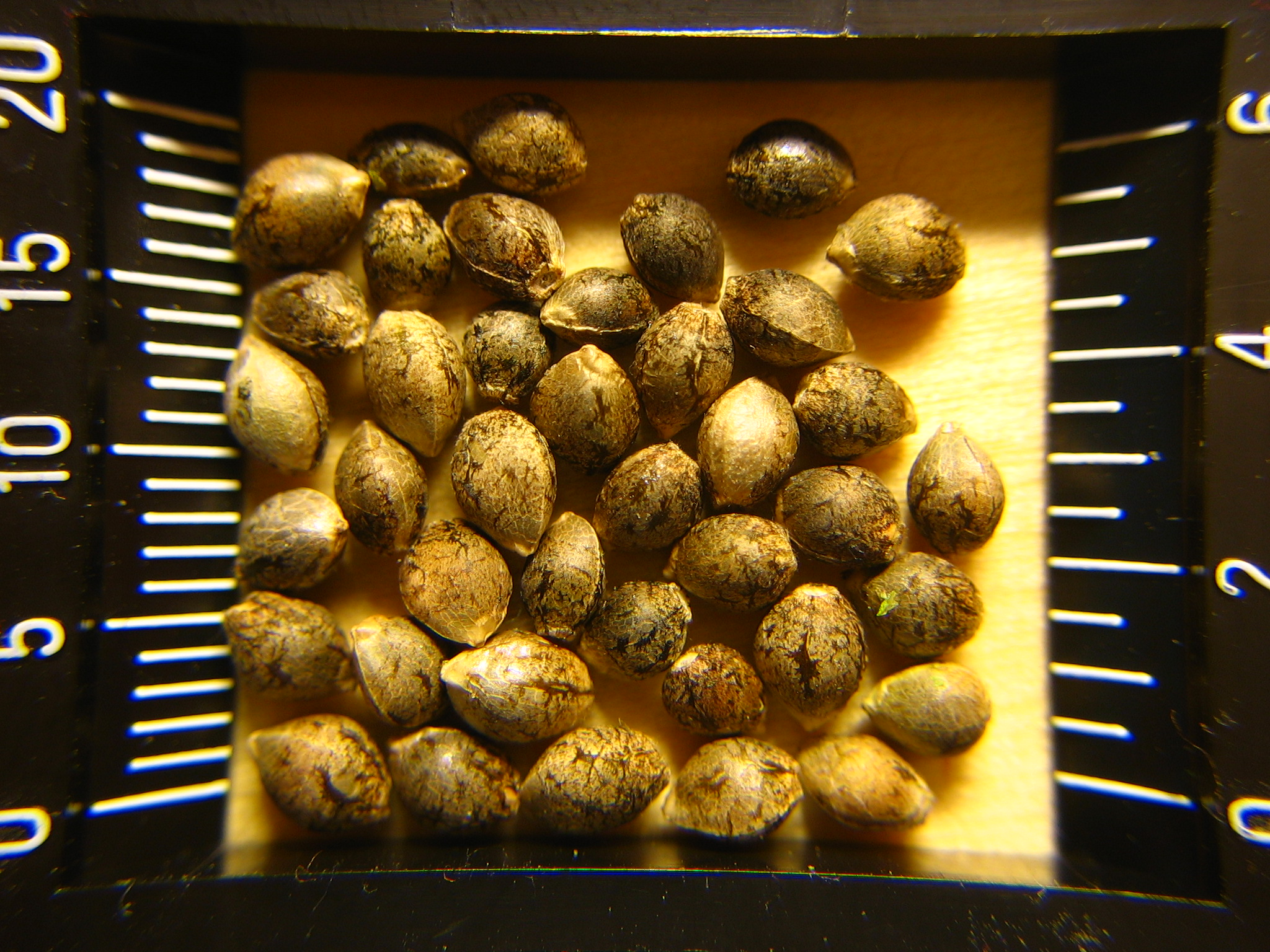
種子
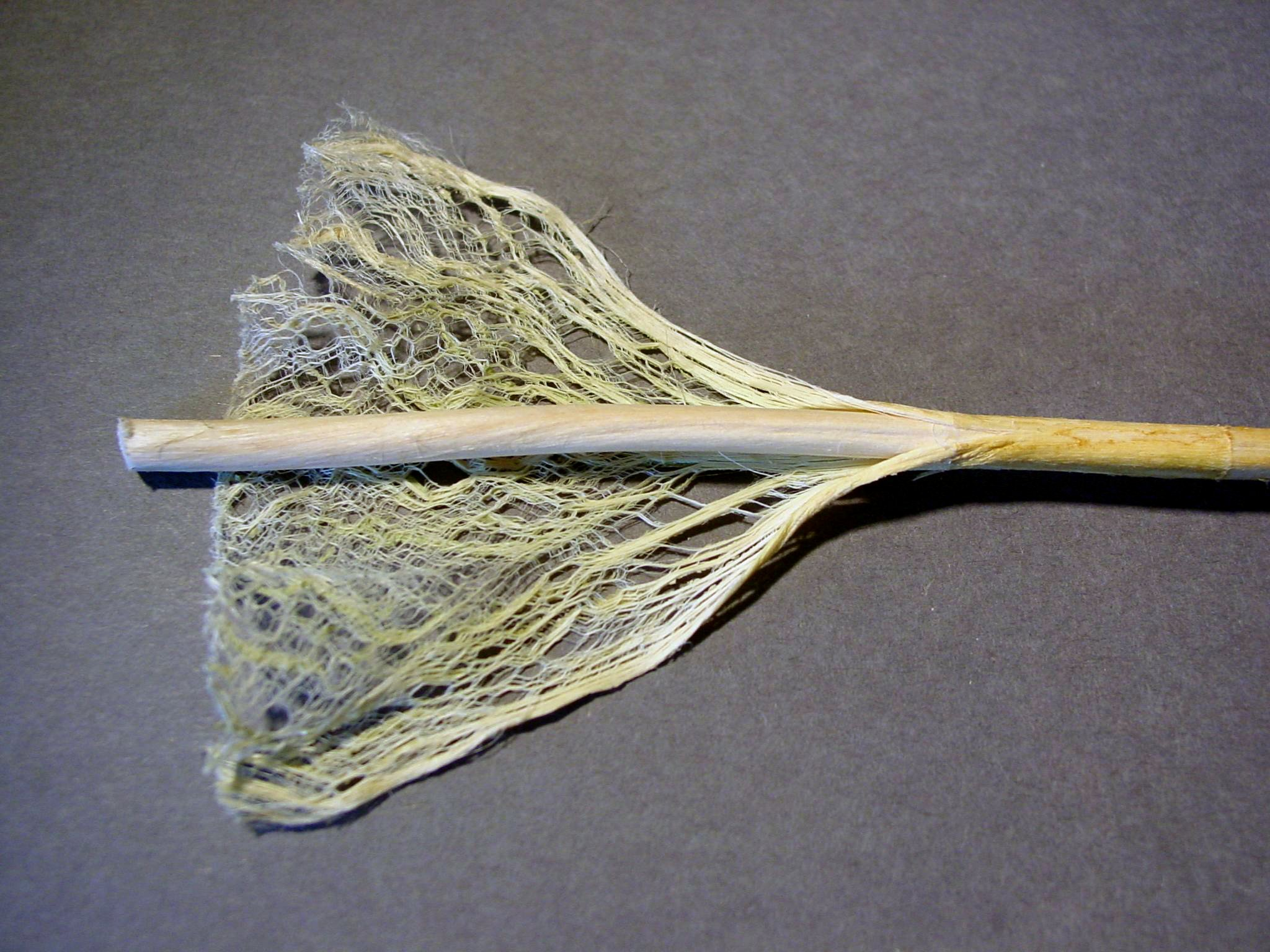
莖與韌皮

## 用途
火麻的用途很廣泛，主要用于纺织、造纸、製绳等。
大麻在中國有六千多年的種植歷史，是重要的經濟作物。傳統的六谷就包括大麻。其韌皮的纖維可以用於紡織粗、細麻布，製造繩索、麻線等，或用於造紙。火麻種子可以加工成中藥「火麻仁」，火麻仁榨成的油称作「火麻油」。亦可將火麻仁和芝麻用慢火炒到金黃色，然後將它們打成類似顆粒狀的物質後加水用紗布隔渣，再將火麻仁汁加熱即為火麻仁茶。

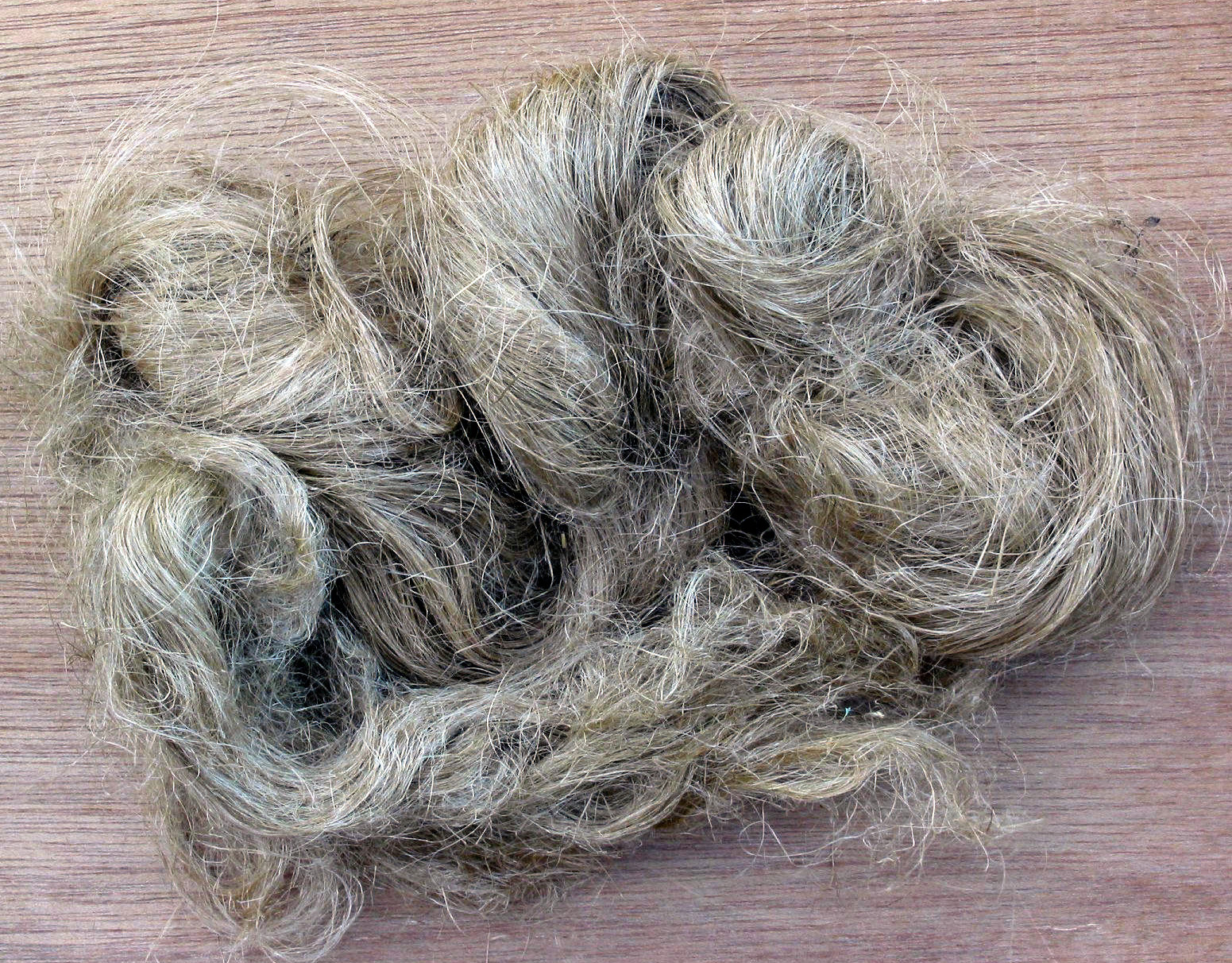
大麻纖維（麻纖維）
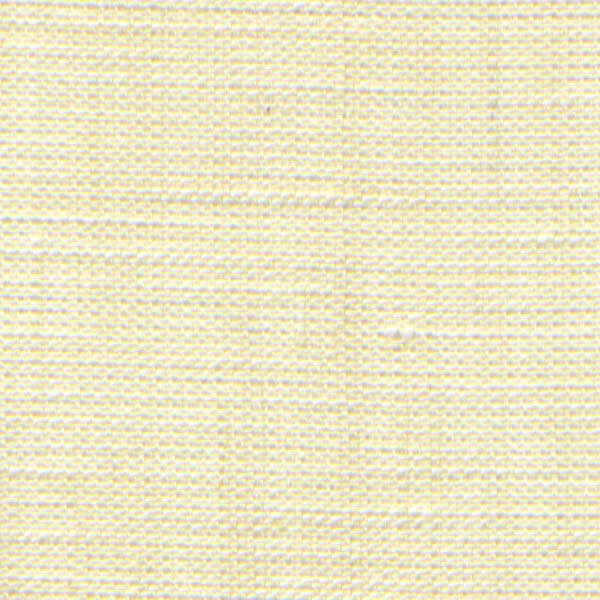
麻布
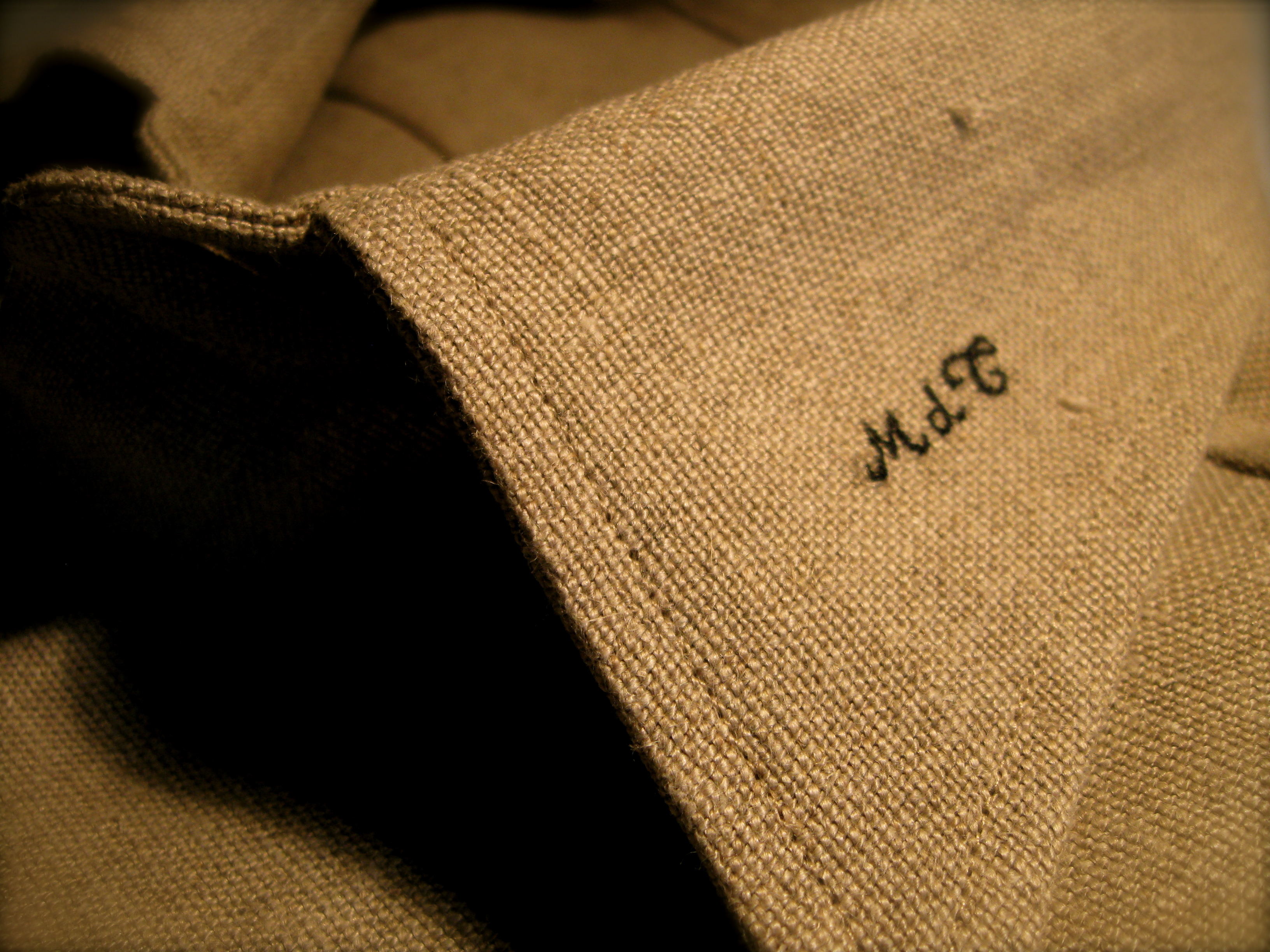
麻襯衫
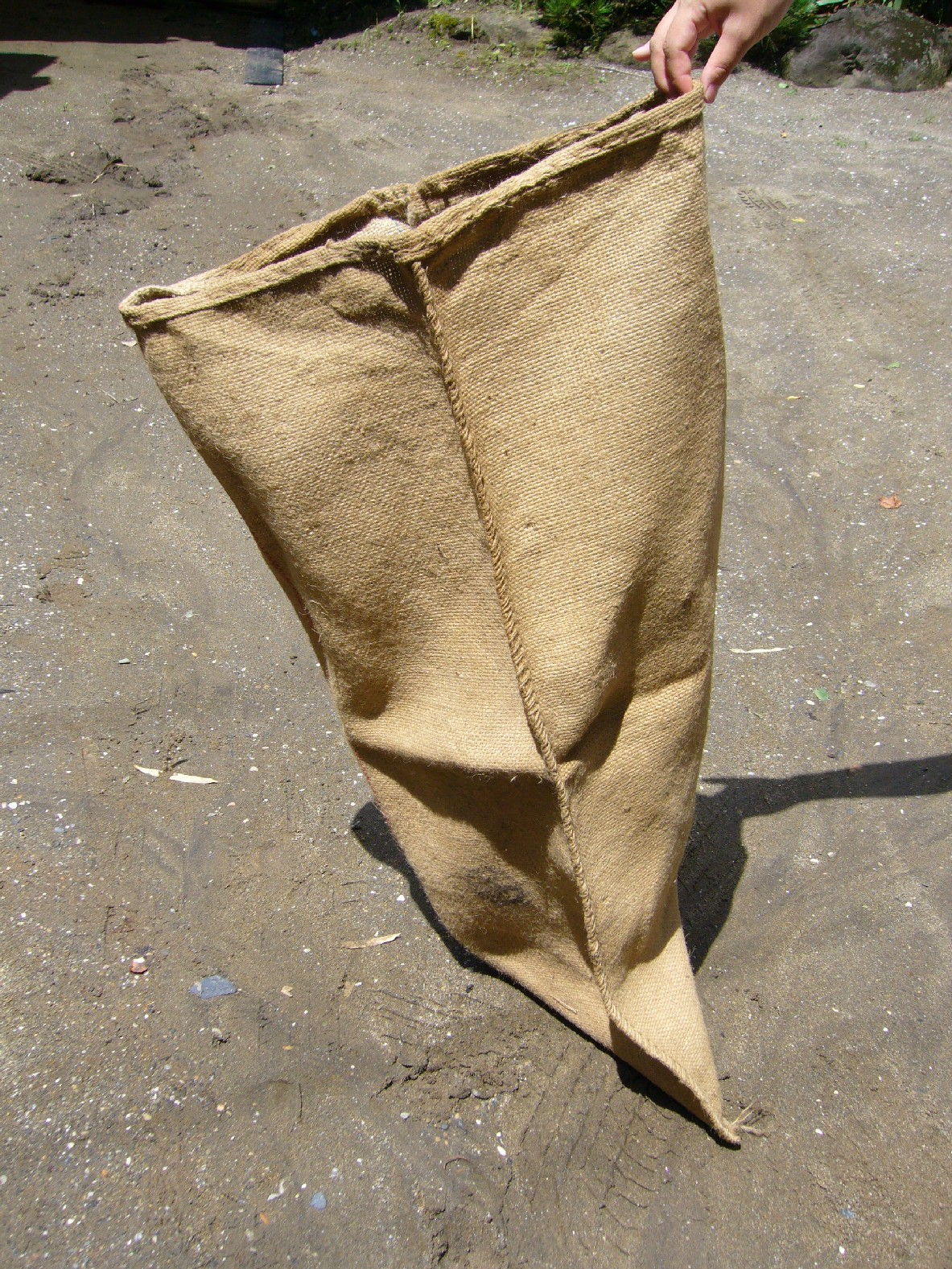
麻袋
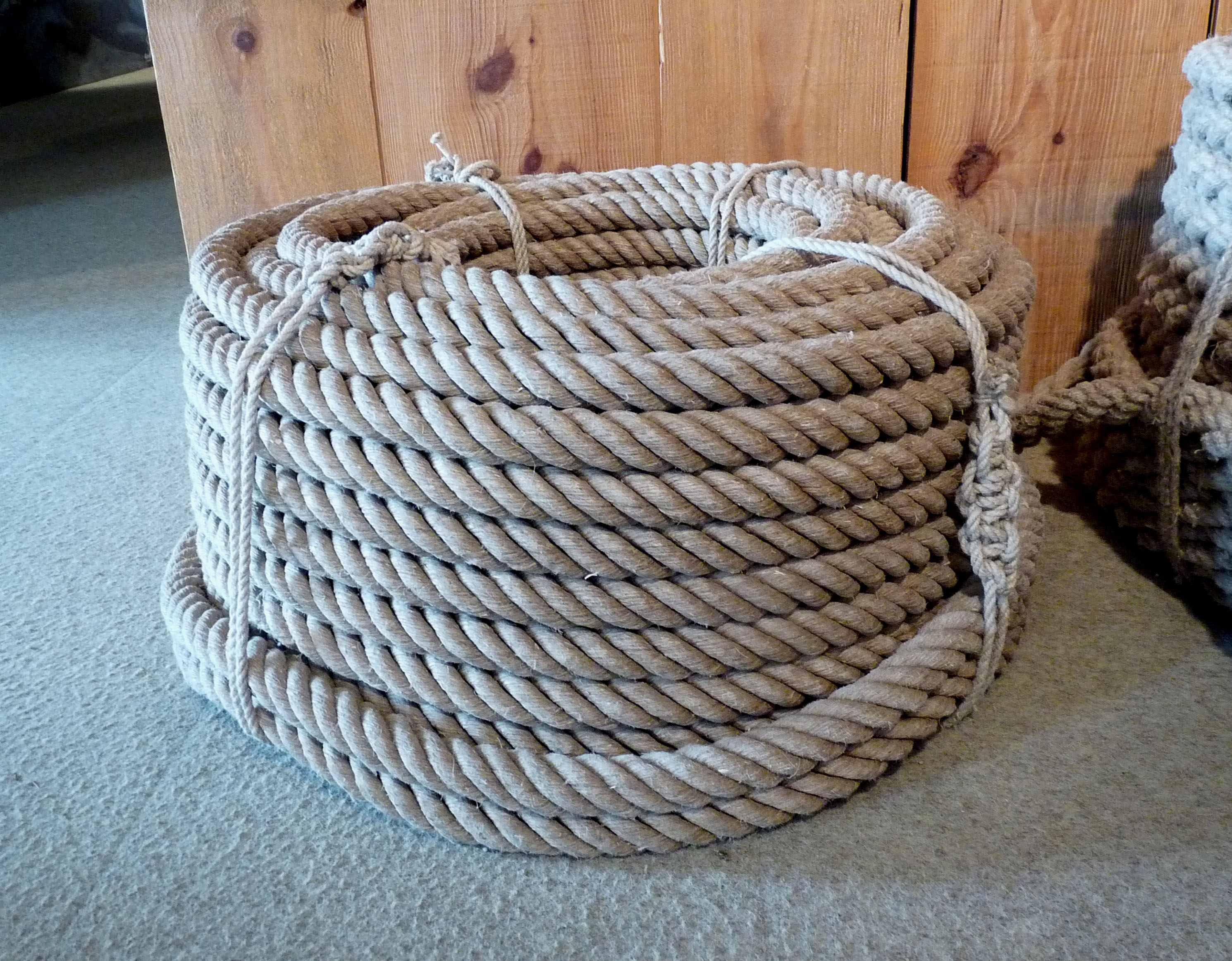
麻繩
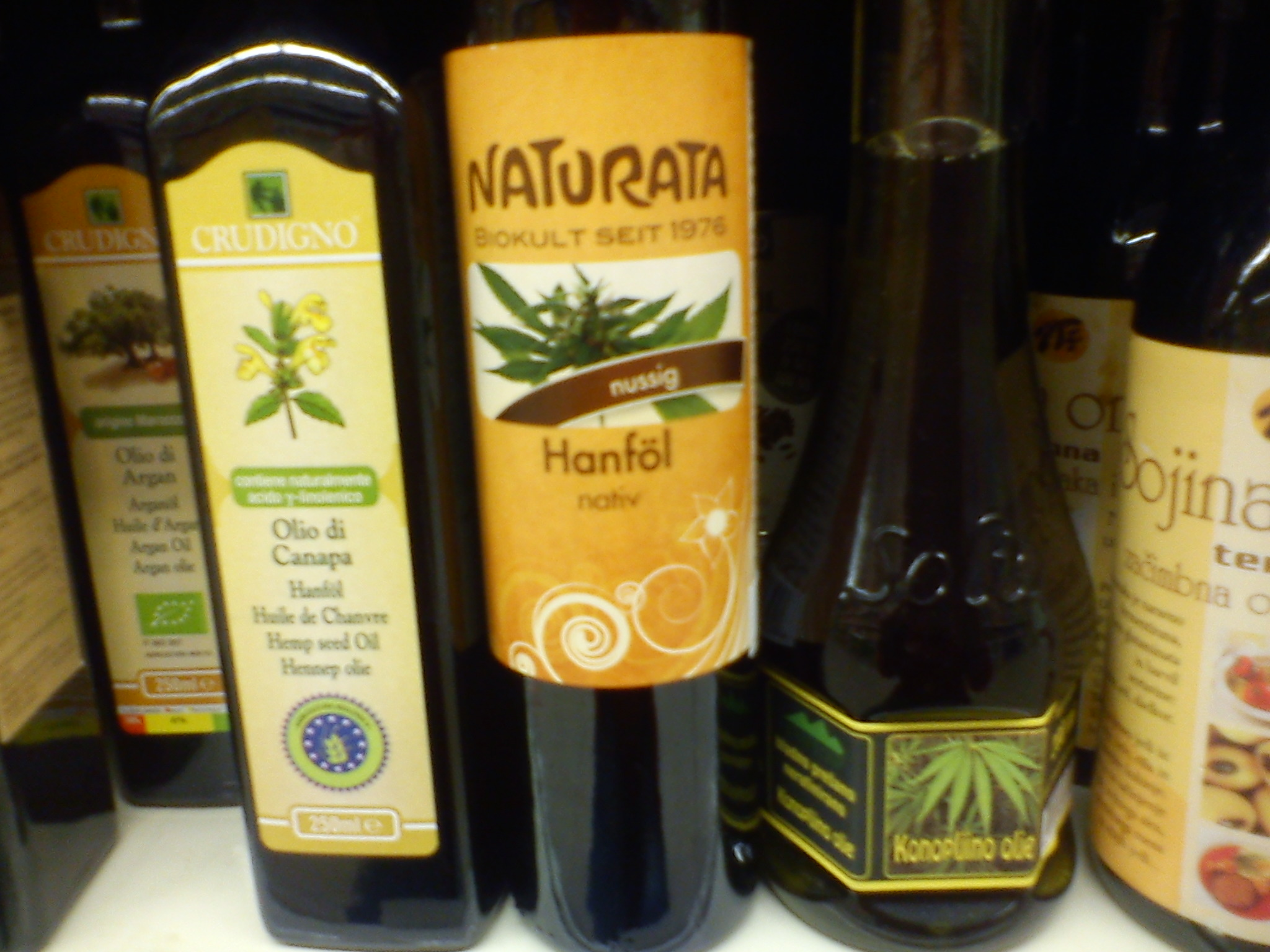
火麻油（大麻种子榨取的食用油）

## 各國種植狀況

全世界适合火麻种植的区域

### 中國
中國的法律中，四氢大麻酚含量低于0.3%（干物质重量百分比）的大麻属原植物及其提取产品，稱為工业大麻，為合法產品，云南、黑龙江等地均有工业大麻种植场。

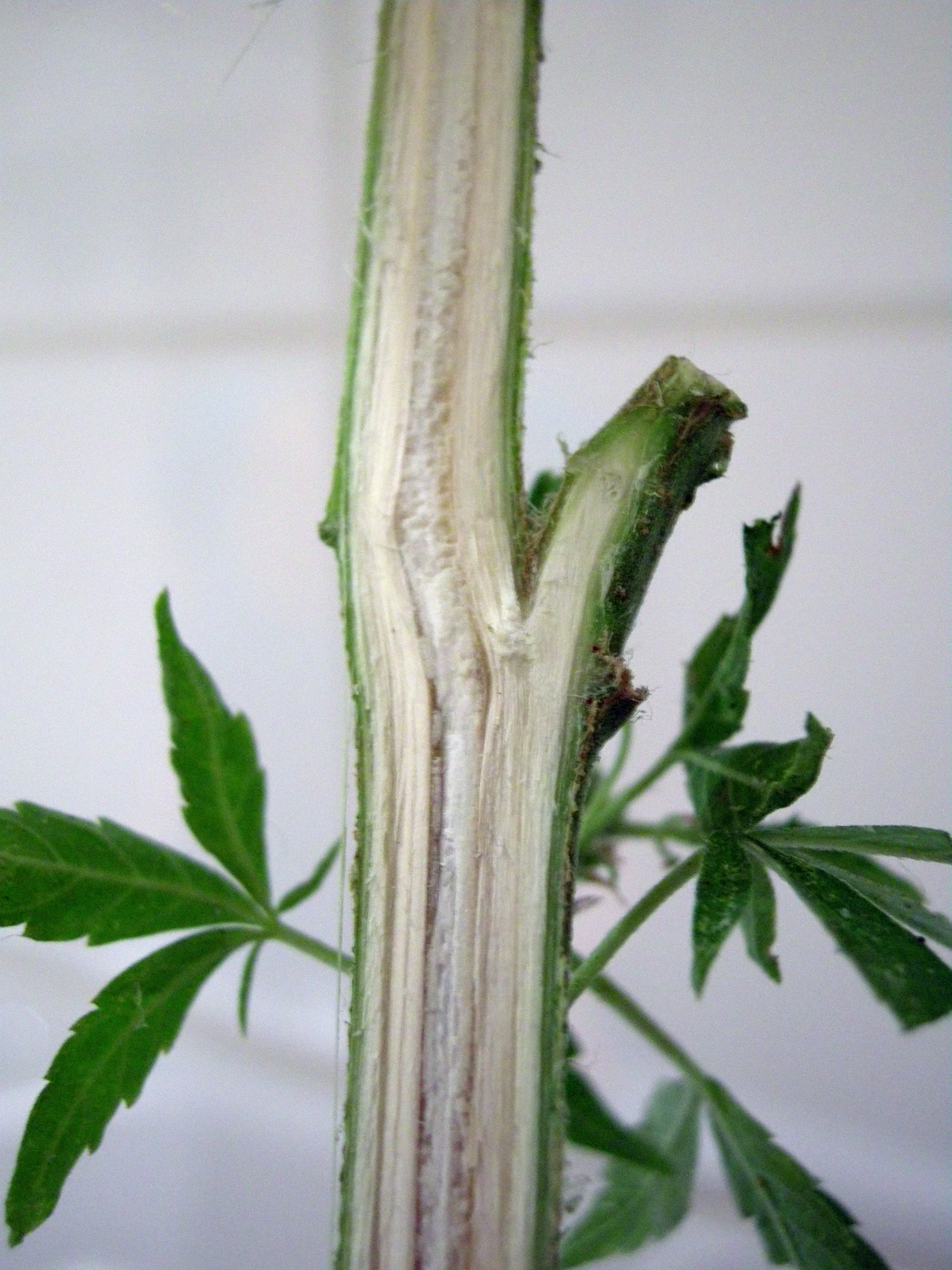
火麻的莖

#### 巴马
巴马瑶族自治县的火麻是中国地理标志产品，当地吃火麻仁。

## 外部連結
[在维基数据编辑]
 《欽定古今圖書集成·博物彙編·草木典·麻部》，出自陈梦雷《古今圖書集成》